# Saldula saltatoria
Saldula saltatoria is een oeverwants de behoort tot de familie Saldidae. 

## Kenmerken
De beestjes zijn 3,4 tot 4,5 millimeter lang. Het is moeilijk te onderscheiden van andere nauw verwante soorten uit het geslacht Saldula. Saldula saltatoria heeft ten minste twee bleke vlekken op de ribbenrand van de Hemi-elytra (voorvleugels), maar over het algemeen is de kleuring van de Hemi-elytra erg variabel. Er is een donkere lijn in het midden van de scheenbeen (tibiae) van de voorpoten, maar deze is niet met de donkere basis en apex van de scheenbeen versmolten, zoals wel het geval is bij Saldula palustris. De zijkanten van het pronotum zijn duidelijk naar buiten gekromd. De meeste imagines zijn submacropteer, dus ze hebben iets ingekorte vleugels. Slechts zelden verschijnen macropterische individuen met volledig ontwikkelde vleugels. Dieren van hogere hoogten zijn meestal donkerder van kleur dan die van lagere hoogten.

## Habitat
Het is een actief roofzuchtige eter op zoek naar kleine ongewervelde dieren en leeft in zoetwaterranden van kleine waterlichamen tot grote meren en rivieren. Saldula saltatoria wordt ook gevonden aan zoutwateroevers en op hoogveen en ook in minder vochtige habitats zoals velden en andere ruderale habitats, in de Alpen tot ongeveer 2000 meter boven de zeespiegel.

## Levenscyclus
Afhankelijk van de habitat en de weersomstandigheden komen er één tot twee generaties per jaar voor. Vanaf april leggen de vrouwtjes hun eieren in vochtige modder of tussen dode plantendelen. Hij overwintert als volwassen dier in de buurt van wateren in bosjes gras en mos, meer zelden ook in los, droog strooisel aan bosranden, in heidevelden of op ruige gebieden. De beestjes vliegen soms heel ver op zoek naar plekken om te overwinteren.

## Verspreidingsgebied
De soort heeft een Holarctische verspreiding. Het is de meest voorkomende soort oeverwants in Centraal-Europa. Het is wijdverbreid in Midden-Europa en is de meest voorkomende oeverwants en komt vaak in grote aantallen voor.